# Pyroloideae
Pyroloideae  é uma subfamília de plantas dicotiledóneas da família Ericaceae que agrupa os géneros Chimaphila, Moneses, Orthilia e Pyrola, e por vezes também os oito géneros habitual e antigamente colocados na família Monotropaceae.
Segundo Watson & Dallwitz a subfamília Pyroloideae compreende 30 espécies repartidas por três géneros:
- Chimaphila Pursh
- Moneses Salisb. ex S.F. Gray
- Pyrola L.

Segundo ITIS [27 Abr 2007] ela compreende cinco géneros:
- Chimaphila, Hypopitys, Moneses, Orthilia, Pyrola

São plantas herbáceas das zonas frias e temperadas, algumas encontram-se mesmo em zonas tropicais.
No sistema APG II esta família não existe: as plantas em causa eram incorporadas na família Ericaceae.

## Descrição
As flores são regulares, a maior parte das vezes com cinco sépalas, cinco pétalas e 10 anteras. Os frutos são cápsulas.